# مشاركة التصفح
مشاركة التصفح (بالإنجليزية: collaborative browsing)‏ هي نوع من التكنولوجيا التعاونية التي تسمح بتشارك متصفح الإنترنت بين فرق عمل عن بعد بحيث يسمح لطرف بتنقل واستخدم المتصفح وهو يشاهد فقط، في سياق تصفح الإنترنت، هو التنقل المشترك من خلال الشبكة العالمية من قبل اثنين أو أكثر من الناس الوصول إلى صفحات الويب نفسها في نفس الوقت.
وقد تحقق في وقت مبكر المشارك التصفح عن طريق تنفيذ المحلي من البرامج التي كان ليتم تثبيتها على الكمبيوتر من كل مشارك. لكثير من الأدوات المتقدمة لا يجب أن تكون مثبتة، ولكن لا تزال هناك حاجة التنفيذ المحلي من البرمجيات أو على الأقل على شبكة الإنترنت لمتصفح المكونات الإضافية، ملحقات، أو التطبيقات. ومعظم أدوات محدودة لمستخدم واحد الذي كان قادرا على التنقل، في حين أن الآخرين يمكن مشاهدة فقط.

## كيفية استخدامها
توفر بعض الأدوات محدود جدا شارك في التصفح من خلال مزامنة فقط الموقع الصفحة (يورال) للصفحة التي يجب أن تكون مشتركة. كامل المشارك التصفح يدعم التزامن التلقائي للدولة لبرامج التصفح والمحتوى، بما في ذلك الأطر والمداخل، أو حتى المحتوى من حقول النموذج والضوابط. بعض الأدوات حتى يمكن تحديد كائنات الوسائط المعقدة مثل الصوت ومشغلات الفيديو وعرض قدرات متزامن (منسق) مع بداية تشغيل / إيقاف مؤقت / إيقاف وظيفة.
شارك في التصفح من الصعب تنفيذ نظرا لمتطلبات الثقة الضرورية لتقاسم أي خبرة في الوقت الحقيقي، ومقاومة قوية المقدمة من الآليات الأمنية نظام التشغيل والمتصفح. تكنولوجيا التصفح شارك لديها العديد من التحديات الكامنة مثل تخصيصات الصفحة أو المواقع التي تتطلب مصادقة المستخدم.

## الاهمية من استخدامها
هي تقنية تمكين البرمجيات التي تسمح لشخص في مركز الاتصال للشركات للتفاعل مع العملاء باستخدام مستعرض ويب العميل لتبين لهم شيئا.
ممكن للمشاهد عن بعد توصيل ما يصل إلى متصفح المقدم على الفور وتبين لهم حول موقع على شبكة الإنترنت من خلال تسليط الضوء عناصر مختلفة من الصفحة. يمكنهم أيضا النقر فوق وصلات أو ملء استمارات عن بعد - جميع بدون التنزيلات أو المنشآت لأي من الطرفين.
تحقيق أعلى درجات الرضا من المعرض المسح فوريستر التي تساعد عن طريق النتائج co browsing في أعلى رضا العملاء (78٪) من مساعدة هاتف (74٪) أو مساعدة الدردشة (69٪).

## بعض الامثلة على هذه البرامج
على سبيل المثال، B2B العملاء تواجه صعوبة في وضع أمر يمكن أن نسميه ممثل خدمة العملاء الذي بعد ذلك يمكن أن تظهر العميل كيفية استخدام صفحات يأمر كما لو أن العملاء كانوا يستخدمون الماوس الخاص بهم ولوحة المفاتيح. تصفح التعاوني يمكن أن تشمل البريد الإلكتروني والفاكس والهاتف العادية، والإنترنت اتصال هاتفي كجزء من التفاعل. على نحو فعال، وتصفح التعاوني يسمح للشركة والعميل لل"أن يكون على نفس الصفحة.